# Martin-Luther-Haus (Küppersteg)
Das Martin-Luther-Haus ist ein evangelisches Gemeindezentrum im Leverkusener Stadtteil Küppersteg. Es gehört zur Kirchengemeinde „An Dhünn, Wupper und Rhein“ im Kirchenkreis Leverkusen der Evangelischen Kirche im Rheinland.

## Geschichte
Obwohl seit Jahrzehnten die Voraussetzung für die Errichtung einer eigenen Kirche für die evangelischen Christen in Küppersteg bestand, konnte das Martin-Luther-Hauses erst 1950 gebaut werden. Es war ein Gemeindezentrum mit Gottesdienstraum, Kindergarten und Jugendhaus. Als Gottesdienststätte wurde es aufgegeben. Das früher als Altenheim genutzte Gebäude wurde 1997 zu behindertengerechten Seniorenwohnungen (Seniorenzentrum am Stresemannplatz) umgebaut. Die Kindertagesstätte wird weiterhin von der Gemeinde betrieben.